# Педро Кальдерон де ла Барка
Педро Кальдерон де ла Барка (ісп. Pedro Calderón de la Barca; повне ім'я — Кальдерон де ла Барка Енао де ла Барреда-і-Ріаньо ісп. Calderón de la Barca Henao de la Barreda y Riaño; 17 січня 1600, Мадрид — 25 травня 1681, Мадрид) — іспанський драматург та поет, священик.

## Біографія
Образ драматурга, особливо в позиції з життям інших класиків золотого століття, Сервантеса і Лопе де Веги, бідна зовнішніми подіями і фактичними даними.
Кальдерон народився в Мадриді, в родині Дона Дієго Кальдерона, секретаря казначейства, дворянина середньої руки. Мати майбутнього драматурга, Анна Марія де Енао, була дочкою зброяра, родом з Фландрії. Батько готував Кальдерона до духовної кар'єри: він здобув освіту в мадридській єзуїтській колегії, також навчався в університетах Саламанки і Алькала-де-Енарес.
Однак у 1620 Кальдерон залишив навчання заради військової служби. За деякими відомостями, в 1625—1635 роках Кальдерон служив в іспанських військах в Італії і Фландрії, однак є свідчення і про його перебування в Мадриді в цей період. Коли драматург Кальдерон дебютував п'єсою «Любов, честь і влада» (ісп. Amor, honor y poder, 1623), на час смерті свого великого попередника і вчителя, Лопе де Вега, що сталася в 1635 році, вже вважався першим драматургом Іспанії. Крім того, він отримав визнання при дворі. Філіп IV посвятив Кальдерона в лицарі ордена Св. Якова (Сантьяго) і замовляв йому п'єси для придворного театру, влаштованого в нещодавно збудованому палаці Буена-Ретіро. Кальдерону були надані послуги найкращих на той час музикантів і сценографів.
У п'єсах, написаних під час перебування Кальдерона придворним драматургом, помітно використання складних сценічних ефектів. Наприклад, п'єса «Звір, блискавка і камінь» (La fiera, el rayo y la piedra, 1652) була представлена на острові посеред озера в палацовому парку, а глядачі дивилися її, сидячи в човнах. У 1640—1642 рр., виконуючи військові обов'язки, Кальдерон у складі роти кірасир, сформованої графом-герцогом Оліварес, брав участь у придушенні «Повстання женців» (національно-сепаратистського руху) у Каталонії.
У 1642 році за станом здоров'я він залишив військову службу і через три роки удостоївся пенсії. Надалі він став терціарієм ордену Св. Франциска, а в 1651 році Кальдерон був висвячений на священика; ймовірно, це було викликано подіями в його особистому житті (смерть брата, народження незаконного сина), про які збереглося мало достовірних відомостей, а також що почалися гоніннями на театр. Після рукоположення Кальдерон відмовився від творів світських п'єс і звернувся до autos sacramentales — алегоричних п'єс на сюжети, запозичені головним чином з Біблії і Священного Передання, драматично ілюструє таїнство Євхаристії. У 1663 році він був призначений особистим духівником Філіпа IV (королівським капеланом); цю почесну посаду за Кальдероном зберіг і наступник короля, Карл II. Попри популярність п'єс і прихильність королівського двору останні роки Кальдерона пройшли в помітній бідності. 

### Період розчарувань (1641—1651)
Психологічна криза Кальдерона — митець приймає сан священика.
На 41-і роки припадають найгостріші розчарування в житті як Кальдерона, так і всієї тогочасної Іспанії. Тільки розпочався 1640 рік, як спалахнув заколот у Каталонії, що розпочав важку, криваву громадянську війну, яка одразу ж набула широкого резонансу в Європі. У бойових діях активну участь брав і письменник. Відомо, що король, який цікавився його пером більше, ніж його шпагою, звільнив драматурга від військової служби до завершення нової п'єси. Але Кальдерон, надзвичайно педантичний і вимогливий у питаннях честі, поспішає із завершенням п'єси (для цього йому вистачило 8 днів), і вирушає виконувати свій військовий обов'язок. Протягом усієї воєнної кампанії Кальдерон хоробро б'ється в загоні під керівництвом графа Олівареса і виявляє себе гідним і сміливим воїном.
1642 року він просить про відставку, мотивуючи своє прохання хворобою, неспроможністю володіти зброєю, а також втратою на війні брата Хосе. Кальдерон отримує відставку в грудні.
Військова ситуація на початку 1643 року сприяла падінню графа Олівареса — мецената Кальдерона. І цілком природно, вороги опального міністра заповзялися проти Кальдерона. Нещастя королівської родини збіглися з нещастями родини драматурга. 1644 р. померла королева — донья Ісабель. Жалоба вимагала закриття всіх театральних заходів з жовтня до червня наступного року. Принц Бальтасар Карлос, увічнений на картинах Веласкеса, помирає, коли йому ще не виповнилось 16 років, у Сарагосі 1646 року, — і знову всі театральні вистави заборонені до 1648 року. 1645 року гине улюблений брат Кальдерона: згідно з документами, він порубаний на шматки під час битви за міст через річку Серхе в Каталонії. Двома роками пізніше помирає старший брат Дієго. У цей час Кальдерон живе в замку шостого герцога Альба Фернандо Альвареса де Толедо.
Драматична творчість поета зазнає втрат не лише через сумні події, а і внаслідок причин економічних — двір був неплатоспроможним: щоб отримати призначену йому пенсію в ЗО ескудо за завідування придворними святами, він змушений був обивати пороги численних державних установ.
Саме у цей час Кальдерон закохується, і 1649 року з'являється на світ його позашлюбний син Педро Хосе Кальдерон. Цей факт стає відомим при дворі, незважаючи на всі намагання драматурга приховати цю подію. Проте щире каяття приймається королем прихильно і не позначається на долі драматурга.
Психологічна криза, а також обставини суспільного життя штовхають Кальдерона до прийняття духовного сану. Та він не повністю зрікається світських турбот. Очікувані весільні свята Філіппа IV і Марії Австрійської потребують Кальдеронової участі. Починається найплідніший період творчості, присвячений релігійній тематиці. Кальдерон пише аутос сакраменталес, а також комедії, де використовує міфологічні сюжети й алегорії. Розпочався цей період постановкою в Колізеї Буен Ретіро комедії «La Fiera, el Rayo y la Piedra» («Чудовисько, Промінь та Камінь») — яскравої вистави до дня народження доньки Марії Австрійської.

### Період величі та мудрості (1652—1681)
1651 року Кальдерон, як Лопе де Вега та інші іспанські письменники, стає членом релігійного братства. 1653 року король надає йому місце капелана в Толедській капелі «Нових королів», призначеній виключно для поховання королів з часів Генріха Трастамарського. Це високе призначення, однак, обтяжувало Кальдерона, оскільки він не міг довго перебувати поза Мадридом. Двір уже не міг обійтись без нього, і король 1663 р. призначив його почесним капеланом при своїй особі: ця посада вимагала постійної присутності Кальдерона в Мадриді. До того ж, йому було дозволено утримати за собою свою першу посаду і посісти ще й третю — того ж 1663 року він отримав сан священика конгрегації Св. Петра і невдовзі очолив це братство на останні 15 років свого життя.
У Мадриді Кальдерон веде розмірене життя: дім його перетворюється на справжній музей: картини, скульптури, малюнки на біблійну тематику і, головне, величезна бібліотека, де він із задоволенням проводить свій час, вільний від служби при дворі.
Обіймаючи три духовні посади, що забирали багато часу, Кальдерон не припиняє своїх літературних вправ. Слава його зросла настільки, що собори Толедський, Гранадський й Севільський замовляли сценарії до всіх релігійних свят тільки йому. За це та інші послуги двору Кальдерона було щедро винагороджено, і протягом короткого часу він накопичив значний капітал. На доручення міста Мадрида протягом майже 37 років Кальдерон писав для всіх найважливіших соборів Іспанії духовні драми autos sacramentales — одноактні п'єси для представлення на день Тіла Христова.
1665 року помирає король Філіпп IV, і Кальдерон поступово втрачає королівську милість. Новий король Карл II за своїм характером різко відрізнявся від попередніх монархів, і коло його зацікавлень було іншим. Однак, залишившись без мецената, Кальдерон продовжує так само працювати над придворними і церковними спектаклями і до кінця життя зберігає величезну популярність.
Помер Кальдерон 1681 року, 25 травня, на свято П'ятдесятниці, коли в усій Іспанії лунав благовіст, що закликав на виставу одного з його ауто, над створенням якого він працював майже до останньої хвилини свого життя. На другий день після смерті його тіло, згідно з заповітом, було перенесене, без будь-яких пишнот, для поховання до церкви Сан-Сальвадор у Мадриді священиками конгрегації, на чолі якої він стояв стільки років і якій заповів усе своє майно. Щоб задовольнити бажання численних прихильників небіжчика, кількома днями пізніше було здійснено урочисте поховання Кальдерона. Навіть у Валенсії, Неаполі, Ліссабоні, Мілані та Римі співвітчизники славетного драматурга вважали його смерть національною втратою.

## Основні твори

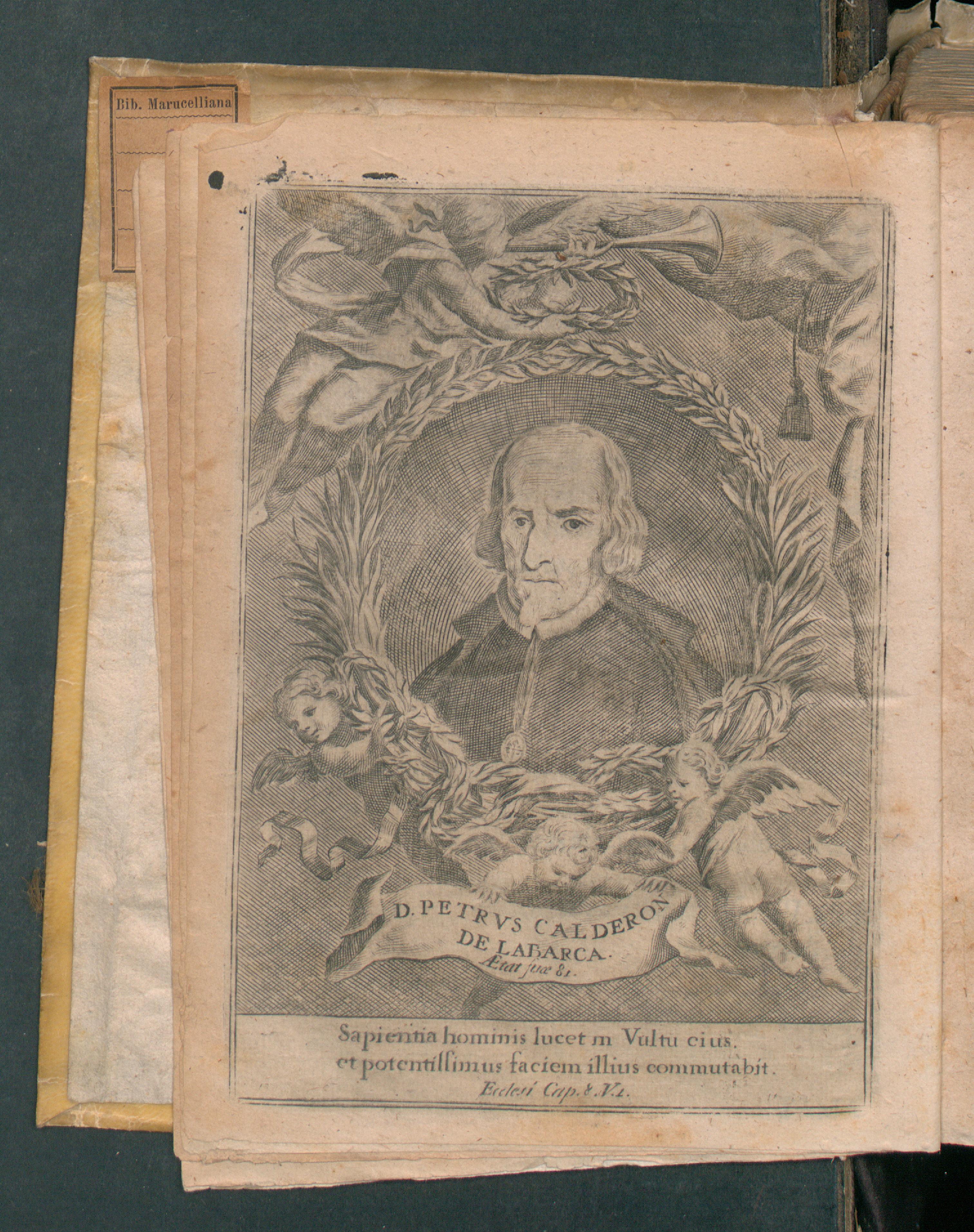
Comedias verdaderas, 1726

- El príncipe constante, («Стійкий принц») філософська драма, 1628.
- La dama duende, («Дама-примара») комедія, 1629.
- La devoción de la Cruz, («Відданість Хреста») філософська драма, 1634.
- La vida es sueño («Життя — це сон»), філософська драма, 1635.
- El médico de su honra, («Лікар своєї честі») драма честі, 1635.
- El mágico prodigioso, («Жахливий чарівний») філософська драма, 1635.
- El purgatorio de San Patricio, («Чистилище святого Патріка») філософська драма, 1643.
- El alcalde de Zalamea, («мер Саламеа») драма честі, приблизно 1645.
- El gran teatro del mundo («Великий театр світу»), ауто, 1649.
- Guárdate del agua mansa, комедія, 1649.

## Переклади українською мовою
- Кальдерон Педро. Стійкий принц. Дама-примара: п'єси / пер. з ісп. С. Борщевський. — Х.: Фоліо, 2013. — 251 с. ISBN 978-966-03-6596-4
- Кальдерон Педро. Життя — це сон: п'єса / пер. з ісп. М. Литвинець